# Ouroeste
Ouroeste este un oraș în São Paulo (SP), Brazilia.